# KK Dinamo Zagreb
Maillots
Le BC Dinamo Zagreb est un club de basket-ball croate situé à Zagreb.

## Historique
Le club a été fondé en 1972 sous le nom de KK Rudeš, et en 2020 il a changé son nom et son logo en BC Dinamo Zagreb.

Le Club a été officiellement inscrit au registre des associations le 13 mai 2020.